# Leptadenia pyrotechnica
Leptadenia pyrotechnica är en oleanderväxtart som först beskrevs av Peter Forsskål, och fick sitt nu gällande namn av Joseph Decaisne. Leptadenia pyrotechnica ingår i släktet Leptadenia och familjen oleanderväxter. Inga underarter finns listade i Catalogue of Life.